# Blackfriars Bridge
Blackfriars Bridge – most nad Tamizą w Londynie znajdujący się pomiędzy mostami Waterloo Bridge a Blackfriars Railway Bridge. Na północnym krańcu mostu znajdują się m.in.: Inns of Court, Temple Church oraz stacja kolejowa Blackfriars. Na przeciwnym brzegu Tamizy znajduje się m.in.: brytyjskie muzeum Tate Modern oraz fabryczna wieża OXO Tower. Most ma 303 m długości, został poszerzony w 1910 r. do 32 m szerokości (pierwotnie 21 m). Zaprojektowany w stylu włoskim i zbudowany z wapienia. Od momentu otwarcia były pobierane opłaty za przejazd. Początkowo był nazwany William Pitt Bridge na cześć ówczesnego premiera. Obecny most ukończony w 1869 r., składa się z metalowej konstrukcji zaprojektowanej przez Josepha Cubitta.